# Wei Shihao
Wei Shihao (chiń. 韦世豪; ur. 8 kwietnia 1995 w Bengbu) – chiński piłkarz grający na pozycji napastnika w Guangzhou Evergrande.

## Kariera klubowa
Jest wychowankiem Shandong Luneng Taishan, w którym zaczął trenować w 2005 roku. W 2013 roku przeszedł do Boavista FC. W lipcu 2015 trafił do CD Feirense. W grudniu 2015 podpisał półtoraroczny kontrakt z Leixões SC. W lutym 2017 został wypożyczony na sezon do Shanghai SIPG, w którym zadebiutował 7 kwietnia 2017 w wygranym 2:1 meczu z Shandong Luneng Taishan, w którym strzelił gola. W styczniu 2018 przeszedł do Beijing Guo’an. W lutym 2019 trafił do Guangzhou Evergrande, w którym zadebiutował 1 marca 2019 w wygranym 3:0 spotkaniu z Tianjin Tianhai, w którym strzelił gola.

## Kariera reprezentacyjna
W reprezentacji Chin zadebiutował 9 grudnia 2017 w zremisowanym 2:2 meczu Pucharu Azji Wschodniej z Koreą Południową, w którym strzelił gola. Kolejną bramkę strzelił tydzień później w zremisowanym 1:1 spotkaniu z Koreą Północną.